# 受信機

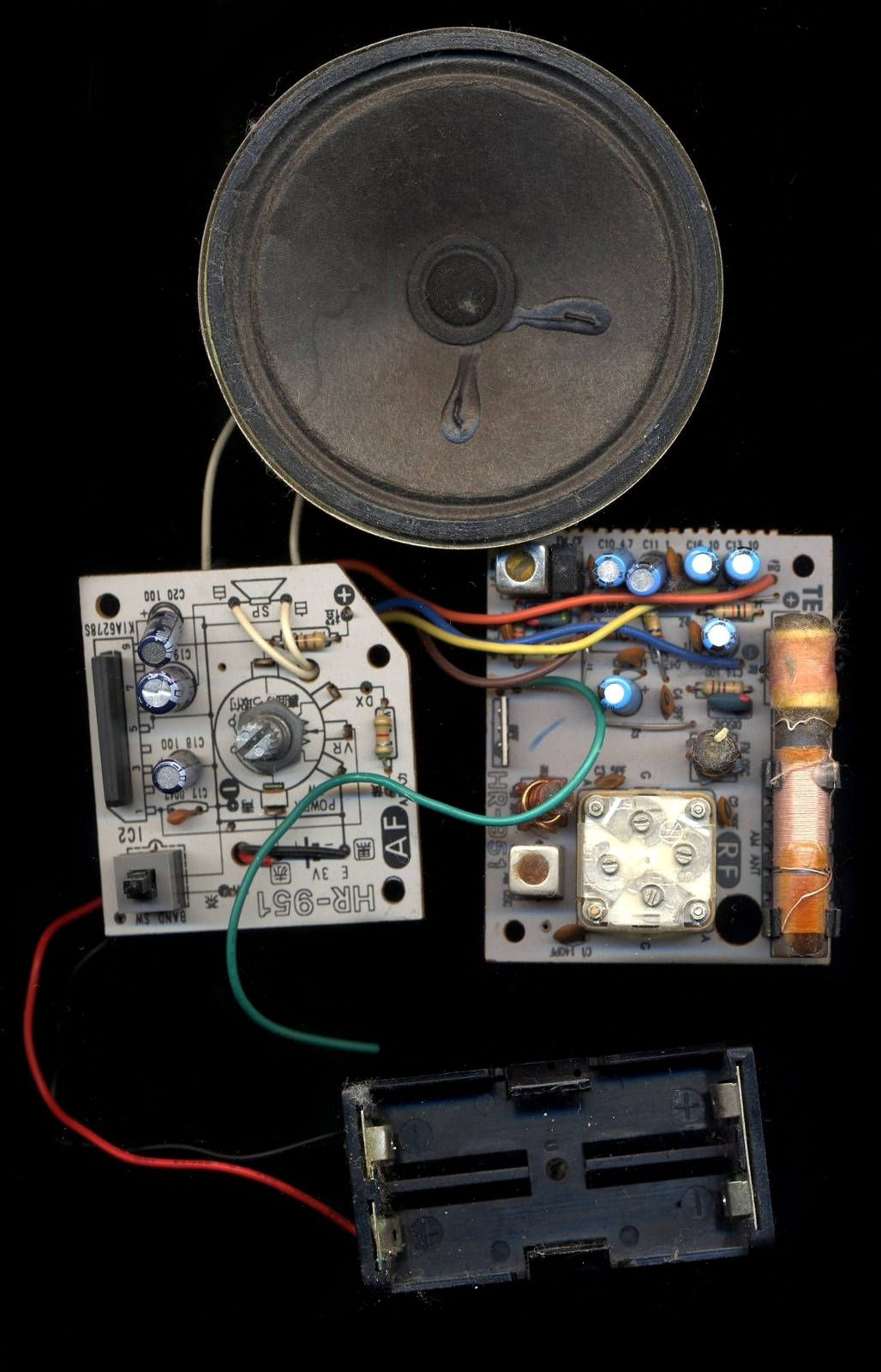
受信機の一例（AMラジオ）

受信機（じゅしんき）は通信機の内、信号を受け取り、復調して情報を復元する装置のことである。また、信号の送り出し側は送信機である。ラジオ受信機（英語：radio receiver）、レシーバー（英語：receiver）、チューナー（英語：tuner）とも呼ばれる。
「Bluetooth受信機」や一般製品として販売されている「受信機」などは送信も行っている場合もあるが、一般的には受信機と呼ばれる。
ふつう「レシーバー」の訳が「受信機」だが、レシーバーと言うとスピーカーなど音声再生装置まで含んで、日本語では「ラジオ」に相当することも多い（英語radioにもラジオ放送の受信機という意味はある）。受信機につなぐヘッドフォンを指してレシーバーと言うことさえある。一方受信機と言った場合スピーカーなどを含まない「チューナー」のような意味であることがあり、またラジオより本格的な装置、一般のラジオ放送以外の電波を受ける装置、を指していることが多い。
ラジオ#受信機も参照。

## 受信機の構成
受信機の基本的な構成は、以下からなる。まず、アンテナ（およびアース）で電波を受け、同調回路により目的の電波信号を取り出す。ここまでをRadio Frequency段、略してRF段ともいう。RFの信号から復調（検波）により音声信号を得る。ここから先をRF段に対してAudio Frequency段、略してAF段ともいう。AFの信号をスピーカーなどに出力し音声を得る。
鉱石ラジオはこの基本構成のみによる受信機である。実用的な受信機では、適宜増幅などを挟む。
図は、アナログ時代のオーソドックスな受信機の構成である。高周波1段、スーパーヘテロダイン方式で中間周波2段増幅のもので、無線従事者試験の問題等でも見かけられる。主として真空管時代には「高1中2」とも称ぜられた。

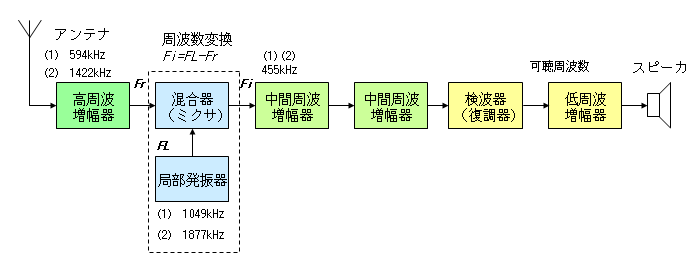
高1中2受信機

高周波増幅器
入力された信号を選択および増幅する低雑音増幅器である。信号が微弱な場合、初段に増幅段を設けると信号対雑音比（SN比）の良い装置にすることが可能である。現在ではUHF帯などでは低雑音のHEMTなどのトランジスタが用いられる。UHF帯以上の受信機では、LNA (Low Noise Amplifier) と呼ばれることが多い。入力信号が十分大きい場合や要求仕様によっては、フロントエンドの高周波増幅段は省略可能である。なお、ローノイズなトランジスタとロスの小さなBPFを組み合わせてミクサを設計すれば、LNAがある場合と同等の受信感度が得られることから、1980年代の自動車電話ではLNAは使われていない。高周波増幅器の隠れた役目として、ローカルリークと呼ばれるアンテナからの不要電波放射（局部発振器（ローカル）→ミキサ→高周波増幅器→アンテナ）を抑える役目がある。増幅器は順方向にはゲインがあるが、逆方向に対してはマイナスゲインとなり、逆流してくるローカル信号を減衰させる。
周波数変換器
局部発振器と混合器（ミキサまたはミクサとも言う）から構成される。受信信号を、その周波数に関係なく一定の低い周波数（中間周波数、IF。図の例の中波帯 (531 - 1602kHz) の場合は455kHzの中間周波数が多い）に変換する回路である。ここで周波数変換する理由は、以下の通りであり、受信回路の中でも特に重要な意味を持つ。
- 受信対象信号の周波数のままで復調可能なレベルまで増幅しようとすると正帰還が生じて発振するなど増幅器が不安定になりやすい。
- 受信対象信号以外の信号を狭帯域のフィルタで減衰させないと、混信や後段アンプの飽和が発生してしまうが、高選択度の狭帯域フィルタの同調周波数を可変するのは容易でないこと、低い周波数の方が高選択度の狭帯域フィルタ作りやすいことから、一定の低い周波数（=中間周波数）の信号に変換する必要がある。
- 後段の受信処理回路はある程度低い周波数の方が作りやすいため、一定の低い周波数（=中間周波数）に変換する必要がある。

これをスーパーヘテロダイン（俗にスーパーと略された。周波数変換1回のものをシングルスーパーという。2回のものはダブルスーパー）方式と呼ぶ。1918年、エドウィン・アームストロング によって発明された。周波数は、入力信号と局部発振器出力の差の周波数に変換される（最近では中間周波数が受信周波数よりも高い場合もあり、その場合には和の周波数という構成もありうる）。なお、スーパーヘテロダイン方式では、受信対象の周波数以外にイメージ周波数も受信する（イメージ混信）。イメージ周波数の信号を受信しないためには、ミキサに入る前に、フィルタでイメージ周波数を十分に減衰させる必要があるが、最近の受信機、例えば、Bluetoothの受信回路ではイメージリジェクション型のミキサが使われるようになってきており、その必要が無くなってきている。
中間周波増幅器
この増幅器の目的は、1.復調可能なレベルまでの増幅、2.隣接した周波数の不要信号を除去するためのフィルタ機能、3.入力信号の強弱によって増幅率を可変して復調器への入力信号レベルを一定に保つ自動利得制御 (AGC) 機能などである。
復調器
受信する通信方式によって必要な復調機能を備える。ここでは包絡線検波器を仮定した。
低周波増幅器
検波器の出力である可聴周波数信号をスピーカーを鳴らせるレベルまで電力増幅する。

### スーパーヘテロダイン以外の回路方式
スーパーヘテロダイン以外の回路方式には次のものがある。無線分野で現在の主流は、ダブルスーパーヘテロダイン方式とダイレクトコンバージョン方式である。AM、FM受信機はスーパーヘテロダイン方式がいまでも主流である。
ストレート
受信した高周波信号を周波数変換を行わないで増幅後あるいは増幅せずに検波器に入力し、低周波信号を得るもの。実用上はほとんど用いられない。電子工作キットのAMラジオなどに現在でも見られる。
レフレックス
高周波信号を1個の真空管・トランジスタで増幅し、検波したのち、再び同じ真空管・トランジスタの入力に戻して低周波の増幅を行うもの。真空管やトランジスタが高価であった時代の受信機によく見られた構成。電子工作キットのAMラジオなどには現在でも見られる。
ヘテロダイン
増幅した高周波信号を局部発信と混合し受信周波数を変調した後、中間周波数増幅ないし低周波増幅を行う。受信局を変えても受信周波数と局部発信周波数の差を維持するスーパーヘテロダインと違い局部発信と受信周波数の自動連動装置を持たないため再生ラジオ以上に、受信が難しい。
スーパー
これは受信装置の一部あるいは総てを同調回路と連動するようにしチューニングを行いやすくしたものに付与されるもので、特定の回路方式を指すものではない。オート (AUTO) が再生式受信機を指すオートダインと被るために説頭語として付与された。日本においては超再生（スーパーオートダイン）、自動式局部発信混合（スーパーヘテロダイン）が有名である。
再生
高周波信号の一部を入力側に戻す（正帰還）方式。簡単な回路で高い増幅度が得られる一方で、帰還量が強すぎると発振してしまう欠点がある。意図的に発振を断続（クエンチング）させることで帰還量の調整を不要とした方式があり、超再生と呼ばれる。現在ではほとんど用いられていない。高周波増幅段を持たない構成（並三、並四など）は、帰還量過大で発振した場合に信号がアンテナから電波として放出される、不要輻射となる。第二次大戦敗戦後の1947年、日本政府は GHQ の勧告により企業による再生式受信機の製造販売を禁止した。
高周波同調 (TRF)
高周波増幅段（場合によっては複数段）の前後に同調回路を持ち、それぞれで同調する方式。複同調とも。
ダブルスーパーヘテロダイン
スーパーヘテロダインのIFアンプの後に、もう一つミキサと局発を用意して、もう一回周波数変換する方式である。最初のIFを1stIF、局発を1stローカル、二番目のIFを2ndIF、局発を2ndローカルという。二回に分けて周波数を落としていくため1stIF周波数を高くでき、イメージ周波数を離すことが出来るため、簡単なRFフィルタでイメージ妨害に強くできるメリットがある。無線機等で現在、もっとも普及している方式である。なお、理屈上はミキサと局発は数を増やせば増やすほどイメージ妨害を回避でき、段数によってトリプル（3回）、クワドラプル（4回）のものもあるが、実際はRFフィルタで十分にイメージを落とすことが可能であるため、現在では非常に特殊である。ペンタプル（5回）はまだ現れていない。かつて、シングルよりもダブル、ダブルよりもトリプルの方が性能が良いと単純に評価された時代があったが、フィルタや半導体、設計技術が発達した現在では、このような評価は意味を持たない。2ndIFは、かつては455kHzが使われることが多かったが、最近は、PLLの基準発振器と2ndローカルの発振器を共用するために450kHzが使われる場合もある。また、2ndIFフィルタをIC内部のアクティブフィルタで構成する場合もあり、この場合はさらに低い周波数が使われる。
ダイレクトコンバージョン
局部発振器の周波数を受信周波数とほぼ同一にして、中間周波数を用いず可聴周波数を直接得る方式。古くは、単側波帯 (SSB)、振幅変調による電信 (CW) の受信に用いられるのみであったが、大きくて高価なIFフィルタを無くせるため、近年は携帯電話での採用が盛んである。

## 古典的な受信機の例
- ラジオ受信機（ラジオ） - ラジオ放送を受信するための受信機。復調した信号は音声信号（オーディオ信号）であり、スピーカーやイヤホンで音響振動に変換して聴く。

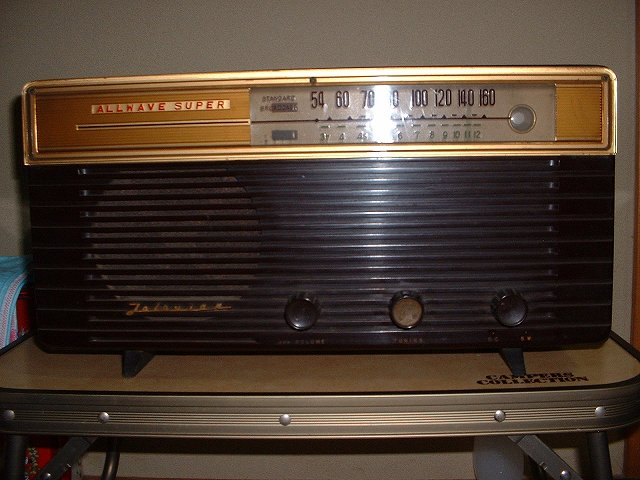
1955年頃のMT管トランス付5球スーパーラジオ

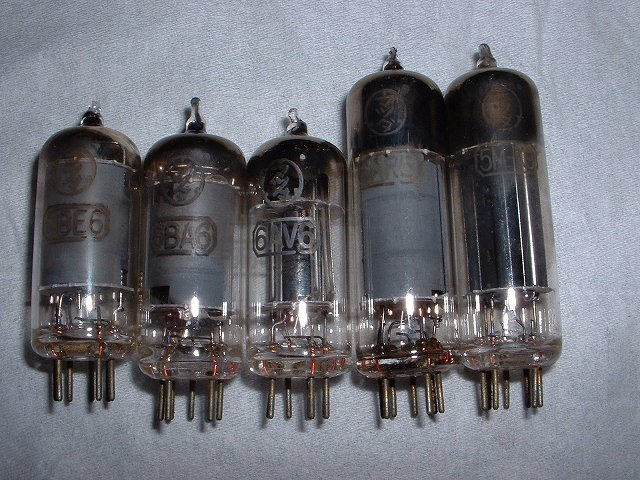
上記5球スーパーラジオに使われる真空管（MT管） 左から 6BE6,6BA6,6AV6,6AR5,5MK9

下図は真空管時代（1955年頃）の5球スーパーラジオ（初期のミニアチュア (MT) 管を使用したトランス付きラジオ）の構成である。
- 5球スーパーラジオの真空管例

| 用途             | ST管             | GT管(*) | MT管トランス付き | MT管トランスレス | 備考                |
| ---------------- | ---------------- | ------- | ---------------- | ---------------- | ------------------- |
| 高周波増幅       | (UZ) 6D6         | 6SK7    | 6BA6 6BD6        | (**)             | 高級機6球スーパのみ |
| 中間周波数変換   | 6WC5             | 6SA7    | 6BE6             | 12BE6            |                     |
| 中間周波数増幅   | (UZ) 6D6         | 6SK7    | 6BA6 6BD6        | 12BA6            |                     |
| 検波・低周波増幅 | 6ZDH3A           | 6SQ7    | 6AV6             | 12AV6            |                     |
| 電力増幅         | (UZ) 42 6ZP1     | 6F6 6V6 | 6AR5 6AQ5        | 30A5 35C5        |                     |
| 整流             | (KX) 80 (KX) 12F | 6X5 5Y3 | 5MK9 6X4         | 35W4             |                     |

- (*) 日本ではGT管は一般的でなかった。
- (**) MT管トランスレスは1958年頃からの真空管末期の製品としてコストダウンが優先されたためと、回路上の制約から高周波増幅はほとんど無い。

- テレビ受信機（テレビ受像機あるいは単にテレビ） - テレビ放送を受信するための受信機。ブラウン管、液晶ディスプレイ、プラズマディスプレイなどの表示装置と、ラジオのような音声受信機能などをもつ。

## ゼネラルカバレッジ受信機（ワイドバンドレシーバ）
1930年代、無線の利用が長波・中波・短波と広がると、それらの全帯域をカバーするよう複数のRF部を持ったラジオがあらわれ「オールウェーブ」などと呼ばれていた。戦時中は外国からの（政府が自国民に隠蔽したい）情報や、場合によっては軍事通信を傍受できてしまう可能性すらあるそういったラジオは規制された（政治状況により、現在でも国によっては同様である）。
技術の進歩により、局部発振器としてアナログの発振回路ではなくPLLシンセサイザを用い、中間周波数を巧く設定するなどして、長波(LW)から極超短波(UHF)までを連続的に（設計によってはバンド切り換えは自動）受信することが可能となった。これをゼネラルカバレッジ（ゼネカバ）受信機、または、ワイドバンドレシーバという（ゼネカバは受信範囲が短波までの物に対して使われ、また1940年代までは超短波以上の電磁波は存在が確認されていなかったため同種のものが「オールウェーブ」と呼ばれていた）。初期は業務用の高額な受信機や、多バンド対応のアマチュア無線機の受信機能としてであったが、近年は民生用の小型のハンディ受信機もある。
ケンウッドのRZ-1、八重洲無線のFRG-965、スタンダード（日本マランツ）のAX700はSHARP製の海外向けCATV用チューナを転用している。信和通信機のSR001（受信周波数範囲 : 25 - 1000MHz）は、局部発振周波数を約1 - 2GHzにして1stIFをパーソナル無線の周波数付近に取り、パーソナル無線機の受信回路を転用している。この受信機は回路構成上は、長波から受信可能であったが、性能保証できないため、マスクしたとされる。
また、エーオーアールのAR8200MK3やAR8600DESKTOPなどが販売されている。

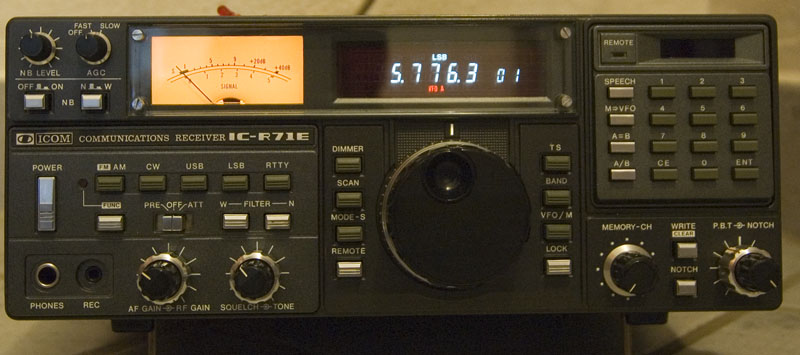
アイコム IC-R71E
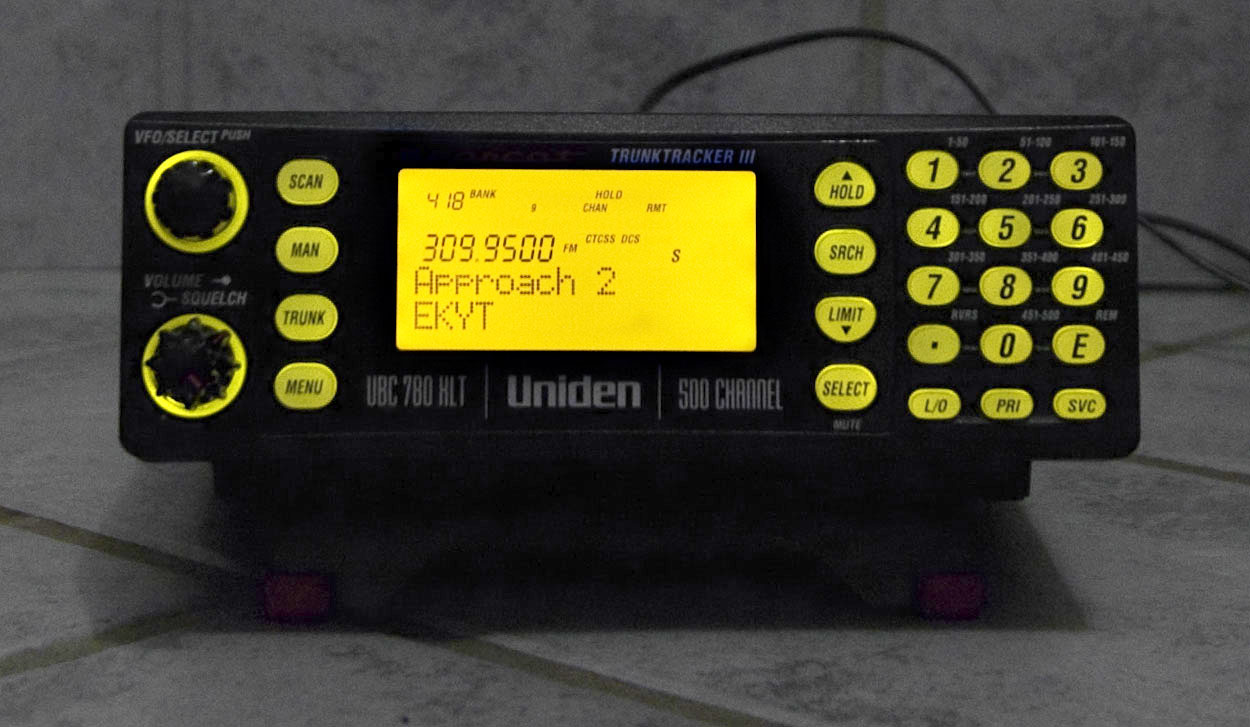
ユニデン Bearcat 780XLT
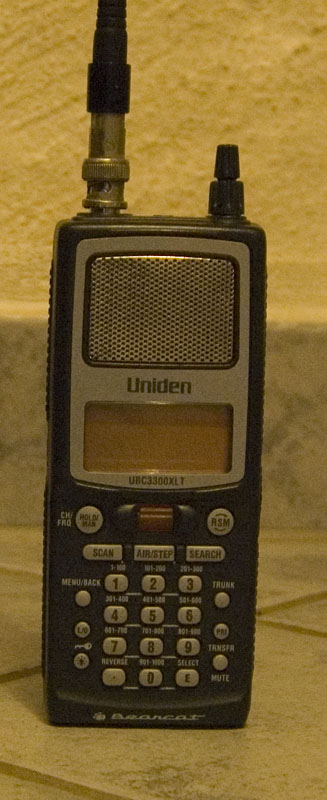
ユニデン Bearcat 3300XLT
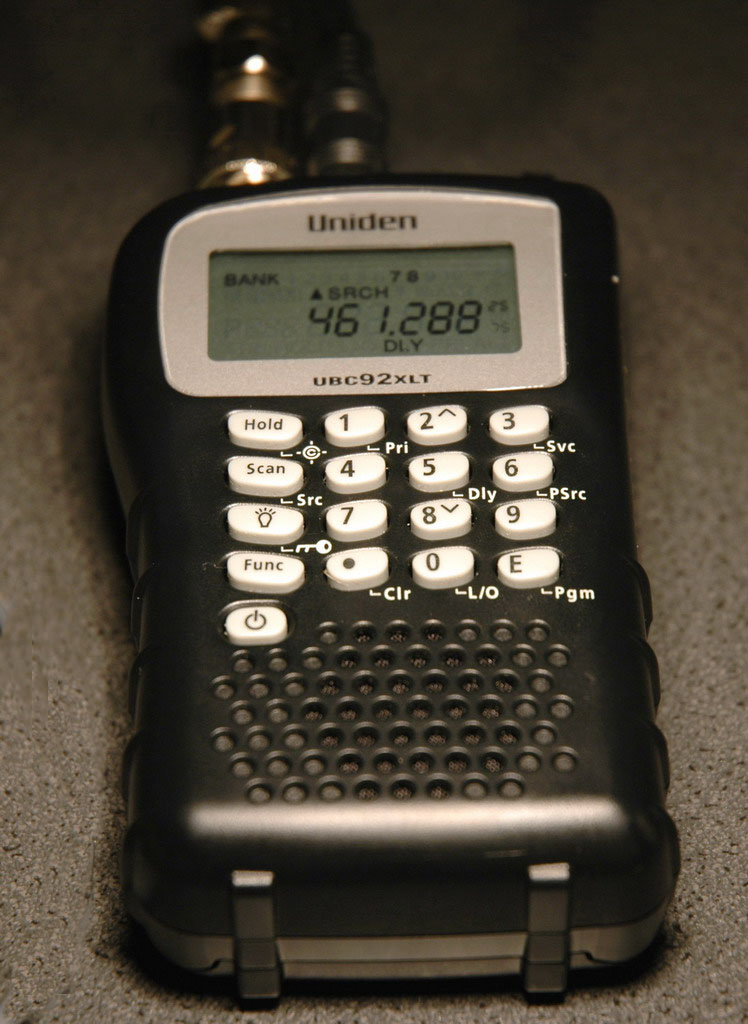
ユニデン Bearcat 92XLT
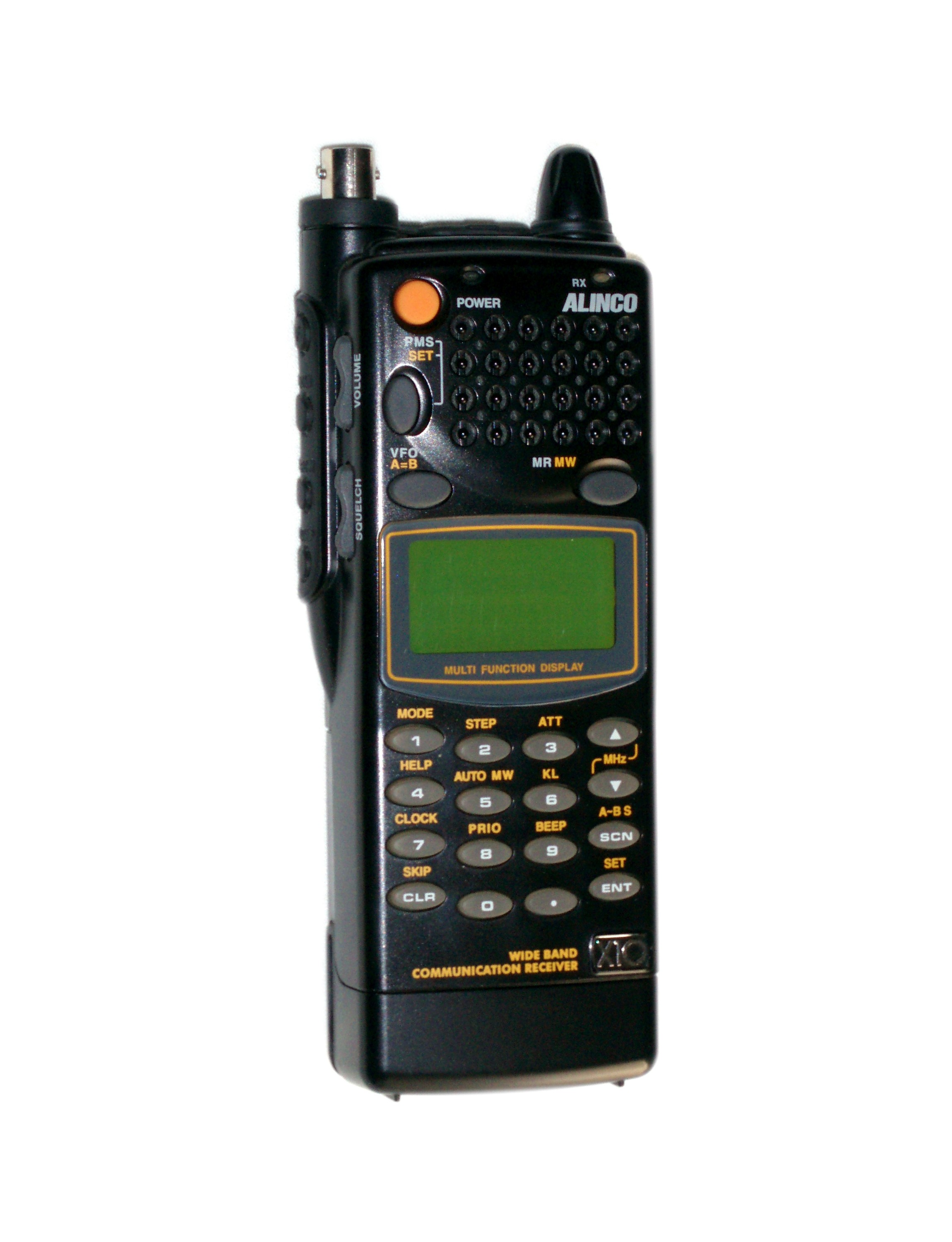
アルインコ DJ-X2000
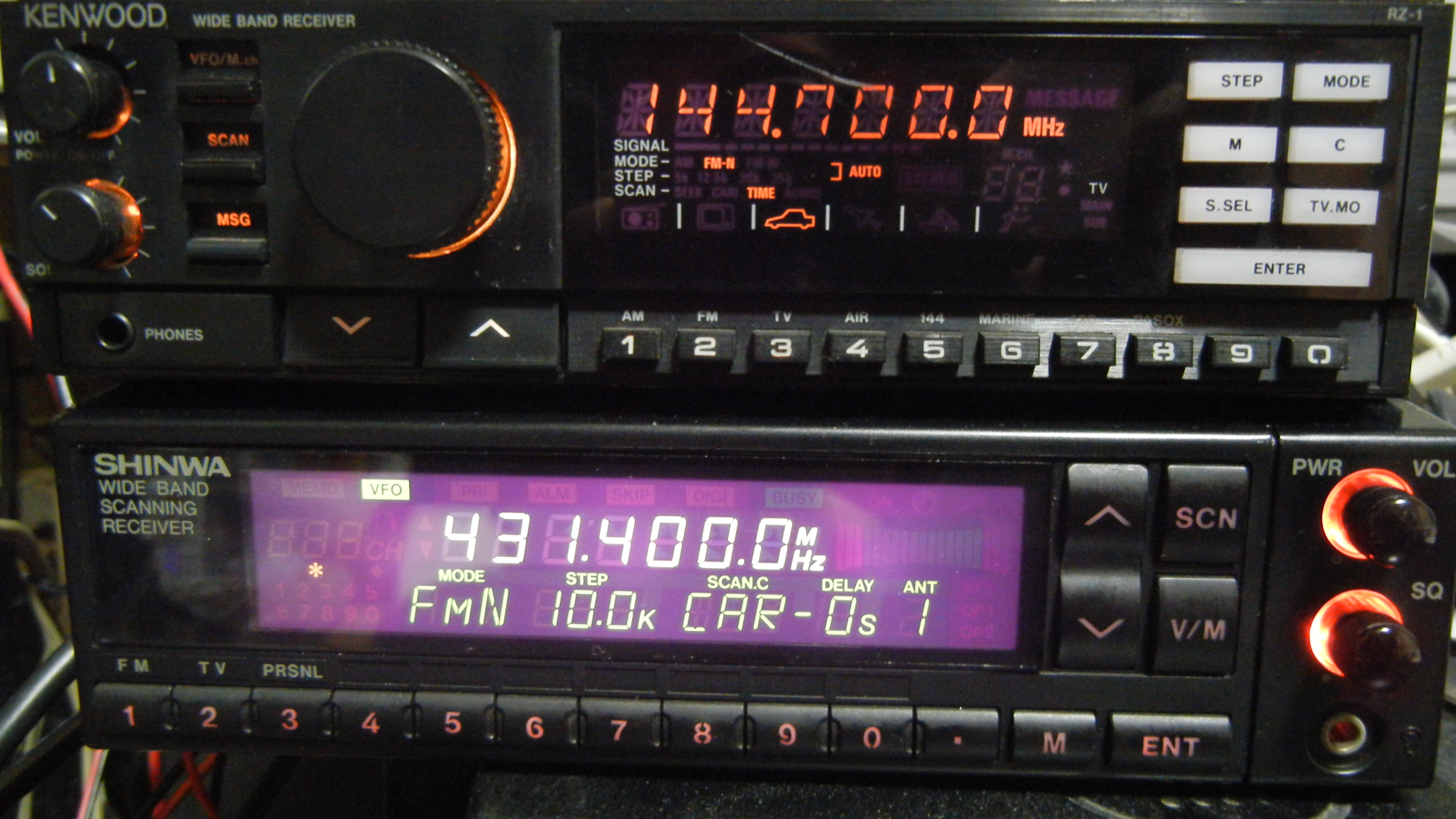
ケンウッド RZ-1とシンワ SR001

## 新しい方式の受信機
2000年代には、受信した信号を直接、もしくは周波数変換後にアナログ-デジタル変換回路へ入力し、演算処理を行って出力を得るDSP方式も実用化されている。このような受信機をソフトウェア受信機またはソフトウェアラジオ、略称SDR (Software Defined Radio) と言う。

### パソコンを使ったソフトウェア受信機
アンテナで捉えた受信信号を、パソコンのサウンドカードの扱える周波数までダウンコンバート（周波数変換）した後、パソコンのサウンドカードに入力し、ソフトウェアによって、選局・復調処理をおこなう方式の実験が、おこなわれている。